# تيموتي أتوبا
تيموتي أتوبا (بالإنجليزية: Timothée Atouba)‏ من مواليد 17 فبراير 1982 في دوالا في الكاميرون، لاعب كرة قدم كاميروني.
بدأ مسيرته الكروية مع نادي يونيون دوالا في عام 2000، وشارك معهم في 16 مباراة وسجل 4 أهداف، وفي عام 2000 انتقل إلى نادي نيوشاتل السويسري، ولعب معهم حتى عام 2002، وشارك معهم في 50 مباراة وسجل 4 أهداف، وفي عام 2002 انتقل إلى نادي بازل السويسري، ولعب معهم حتى عام 2004، وشارك معهم في 103 مباريات وسجل 8 أهداف، وفي موسم 2004/2005 انتقل إلى نادي توتنهام هوتسبر الإنجليزي، ولعب معهم 18 مباراة وسجل هدف واحد، ومنذ عام 2005 وهو يلعب مع نادي هامبورغ الألماني.
منذ عام 2003 وهو يلعب مع منتخب الكاميرون لكرة القدم.

## روابط خارجية
- تيموتي أتوبا على موقع الاتحاد الدولي (مؤرشف)  (الإنجليزية)
- تيموتي أتوبا على موقع الاتحاد الأوربي (الإنجليزية)
- تيموتي أتوبا على موقع قاعدة بيانات كرة القدم.إي يو (الإنجليزية)
- تيموتي أتوبا على موقع بيانات كرة القدم. دي إي (الألمانية)
- تيموتي أتوبا على موقع ناشيونال فوتبول تيمز (الإنجليزية)
- تيموتي أتوبا على موقع Soccerway.com (الإنجليزية)
- تيموتي أتوبا على موقع عالم كرة القدم.نت (الإنجليزية)
- تيموتي أتوبا على موقع كووورة
- تيموتي أتوبا على موقع AS.com (الإسبانية)